# Dagoberto Fontes
Dagoberto Fontes Figueredo (Maldonado, 6 de junio de 1943-Maldonado, 4 de mayo de 2024) fue un futbolista uruguayo que jugó entre 1964 y 1976. Su posición era la de defensa central y posteriormente de centrocampista.

## Carrera deportiva
Fue integrante de la selección uruguaya, con la que disputó trece partidos. Participó de la Copa Mundial de Fútbol de 1970 como defensa central con Roberto Matosas. En el partido semifinal marcó a Pelé.). A nivel de clubes, jugó en Defensor en los años 1960. En 1972 jugó con el Puebla y Tigres UANL (década del '70) equipo en donde se retiró.